# Диспут святого Стефана
«Диспут святого Стефана» или «Диспут святого Стефана с учеными в Синедрионе» (итал. Disputa di santo Stefano) — картина итальянского живописца Витторе Карпаччо (ок. 1465-1525/26), представителя эпохи Раннего Возрождения. Создана примерно в 1514 году. С 1808 года хранится в коллекции Пинакотеки Брера в Милане.

## Описание
Входит в цикл из пяти картин, посвященных святому Стефану.
Полотно заказало братство Скуола-дей-Ланери в Венеции (конгрегация производителей шерсти), которое стало четвертым в цикле из пяти картин (одна из них утрачена). Сейчас эти полотна разбросаны по разным музеям мира (Берлин, Париж, Штутгарт). Из этой же конгрегации в пинакотеку поступил и триптих Франческо Биссоло (1470/72—1554), который некогда находился на алтаре братства.
На этой картине изображен святой Стефан, который ведет диспут с учеными в Синедрионе. Художник создал чистоту света и очертаний, прозрачность, которая возникает от ощущения пространства, необычную смесь экзотизма (здания на фоне, птицы на переднем плане, восточные мудрецы, с которыми вдохновенно дискутирует святой Стефан) и реализма (в особенности портреты членов братства, одетых в длинные черные и красные наряды). Панорама зданий и памятников на фоне, представляющим аналогию стилей и направлений, передает «восточный» характер Венеции (свидетельство эклектического декоративного стиля, который был присущ венецианской архитектуре того времени).
Снизу картины на двух колоннах находится подпись художника и дата создания.

## Ссылка
- На Викискладе есть медиафайлы по теме Диспут святого Стефана